# Idrossiclorochina
L'idrossiclorochina è un farmaco antimalarico appartenente alla famiglia dei derivati 4-aminochinolinici. Rientra inoltre tra i farmaci antireumatici modificanti la malattia venendo utilizzato nella terapia, oltre che della malaria, anche dell'artrite reumatoide e nel lupus eritematoso sistemico.
Tra i marchi commerciali il più noto è Plaquenil, nome con cui il farmaco viene commercializzato da Sanofi.
Viene assunto per via orale.
L'idrossiclorochina è stata approvata per uso medico negli Stati Uniti nel 1955. È nell'elenco dei farmaci essenziali dell'Organizzazione mondiale della sanità.
Nel 2020 è stato oggetto di diversi studi clinici volti a valutarne l'efficacia come trattamento della COVID-19, tali studi non hanno evidenziato benefici significativi e hanno, invece, sottolineato gli effetti collaterali legati all'assunzione del farmaco. L'uso improprio dell'idrossiclorochina come trattamento per la COVID-19 ha, inoltre, causato problemi di approvvigionamento per i pazienti che devono invece assumerla come trattamento appropriato per altre patologie.

## Usi terapeutici
L'idrossiclorochina è usata per trattare il lupus eritematoso sistemico, i disturbi reumatici come l'artrite reumatoide, la porfiria cutanea, la febbre Q e alcuni tipi di malaria. È considerato un trattamento di prima scelta per il lupus eritematoso sistemico, per alcuni tipi di malaria, in caso di ceppi resistenti e casi complicati che richiedono diversi farmaci aggiuntivi.
L'idrossiclorochina è usata nel trattamento dell'artrite post-Lyme, perché può avere sia un'attività anti-spirochete sia un'attività anti-infiammatoria.
È stata usata per trattare la sindrome di Sjögren primaria, ma non ha dimostrato di essere efficace.
Il farmaco può essere assunto anche durante la gravidanza.

## Controindicazioni
L'idrossiclorochina non deve essere prescritta a soggetti con ipersensibilità nota ai composti derivati chinolinici. Esistono diverse altre controindicazioni ed è necessaria cautela se i pazienti hanno determinate patologie cardiache, diabete, psoriasi ecc.

## Effetti collaterali
Gli effetti collaterali più comuni sono una lieve nausea e occasionali crampi allo stomaco con diarrea. Gli effetti avversi più gravi colpiscono gli occhi e possono causare una retinopatia dose-dipendente anche dopo l'interruzione dell'uso dell'idrossiclorochina. Nel trattamento a breve termine della malaria, gli effetti collaterali possono includere crampi addominali, diarrea, problemi cardiaci, riduzione dell'appetito, mal di testa, nausea e vomito.
Nel trattamento prolungato del lupus o dell'artrite reumatoide, gli effetti avversi includono sintomi acuti, come pigmentazione oculare alterata, acne, anemia , decolorazione dei capelli, vesciche sulla bocca e sugli occhi, disturbi del sangue, convulsioni, difficoltà visive, riflessi ridotti, cambiamenti emotivi, eccessiva colorazione della pelle, perdita dell'udito, orticaria, prurito, problemi al fegato o insufficienza epatica, perdita di capelli, paralisi muscolare, debolezza o atrofia, incubi, psoriasi, difficoltà di lettura, tinnito, infiammazione e desquamazione della pelle, eruzioni cutanee, vertigini, perdita di peso e occasionalmente incontinenza urinaria. L'idrossiclorochina può peggiorare la psoriasi e la porfiria.
I bambini possono essere suscettibili allo sviluppo di effetti avversi da idrossiclorochina.

### Retinopatia
Uno degli effetti collaterali più gravi dell'idrossiclorochina è la retinopatia (generalmente dovuta all'uso cronico). Pazienti che assumono 400 mg di idrossiclorochina o meno al giorno hanno un rischio trascurabile di tossicità maculare, mentre il rischio aumenta quando il paziente assume il farmaco per oltre 5 anni o ha una dose cumulativa superiore a 1000 grammi. La dose massima giornaliera sicura per gli occhi può essere calcolata in base all'altezza e al peso. La tossicità maculare è correlata alla dose cumulativa piuttosto che alla dose giornaliera. Quando ci sono dei fattori di rischio si effettuano degli screening oculari regolari, anche in assenza di sintomi visivi.

## Sovradosaggio
La idrossiclorochina ha un rapido assorbimento, perciò entro mezz'ora dall'ingestione possono manifestarsi sintomi di sovradosaggio. I sintomi comprendono convulsioni, sonnolenza, mal di testa, problemi cardiaci o insufficienza cardiaca, difficoltà respiratorie e problemi alla vista.
Sono stati segnalati raramente dei casi di sovradosaggio di idrossiclorochina (sette casi riportati nella letteratura medica inglese). In uno di questi casi, una ragazza di 16 anni che aveva ingerito una manciata di idrossiclorochina da 200 mg presentava tachicardia (frequenza cardiaca 110 battiti/min), ipotensione (pressione arteriosa sistolica 63 mm Hg), depressione del sistema nervoso centrale, difetti di conduzione (QRS prolungato, circa 0,14 sec; normalmente è inferiore a 0,1 sec) e ipopotassiemia (K = 2,1 meq / L). Il trattamento del sovradosaggio consisteva in supplementi di dopamina, ossigeno e potassio.  L'ipotensione della paziente si è risolta entro 4,5 ore, il potassio sierico si è stabilizzato in 24 ore e la tachicardia è gradualmente diminuita nell'arco di tre giorni.

## Interazione
ll farmaco si trasferisce nel latte materno e deve essere usato con attenzione dalle donne in gravidanza o allattamento. Si deve prestare attenzione se si assumono farmaci che alterano il fegato come cimetidina o digossina. L'idrossiclorochina può aumentare le concentrazioni plasmatiche della penicillamina contribuendo allo sviluppo di gravi effetti collaterali. Migliora gli effetti ipoglicemici dell'insulina e degli ipoglicemizzanti orali. Se necessario si deve modificare la dose per prevenire l'ipoglicemia. Gli antiacidi possono ridurre l'assorbimento dell'idrossiclorochina. Sia la neostigmina che la piridostigmina antagonizzano l'azione dell'idrossiclorochina. Può esserci un legame tra idrossiclorochina e l'anemia emolitica nelle persone con deficit di glucosio-6-fosfato deidrogenasi, questo rischio può essere basso nelle popolazioni di origine africana.

## Farmacologia

### Farmacocinetica
L'idrossiclorochina ha una farmacocinetica simile alla clorochina, con rapido assorbimento gastrointestinale ed eliminazione da parte dei reni. Gli enzimi del citocromo P450 metabolizzano l'idrossiclorochina in N- desetilidrossiclorochina.

### Farmacodinamica
Gli antimalarici sono basi deboli lipofile e passano facilmente le membrane plasmatiche. Vengono accumulate nei lisosomi (vescicole citoplasmatiche acide) dove vengono protonate. Ciò aumenta il pH del lisosoma da 4 a 6. L'alterazione del pH provoca l'inibizione delle proteasi acide lisosomiali causando un ridotto effetto proteolitico. Un pH più elevato all'interno dei lisosomi provoca una riduzione della glicosilazione e secrezione di proteine con molte conseguenze immunologiche e non immunologiche. Si ritiene che questi effetti causino un ridotto funzionamento delle cellule immunitarie, della chemiotassi, la fagocitosi e la produzione di superossido da parte dei neutrofili.

## Ricerca

### SARS-CoV-2
L'idrossiclorochina è in fase di studio come trattamento sperimentale per la malattia da SARS-CoV-2 (COVID-19). Attualmente non è chiaro il rapporto tra i benefici rispetto agli effetti collaterali in seguito al trattamento con idrossiclorochina.
Ad aprile 2020, il National Institutes of Health (NIH) statunitense ha avviato un trial per determinare sicurezza ed efficacia del farmaco nel trattamento del COVID-19, i cui risultati sono di attesa di validazione.
I risultati di un altro studio, condotto tra gli altri dal noto virologo francese Didier Raoult e pubblicato il 20 marzo 2020 dal giornale IJAA, che indicavano benefici da parte del farmaco nel trattamento della patologia da COVID-19, sono stati messi in discussione poiché considerati ambigui.
Secondo i risultati di un altro studio (non randomizzato) condotto negli Stati Uniti su 368 veterani e pubblicato attualmente su medRXiv, la idrossiclorochina (sia usata singolarmente che in associazione con azitromicina) non ha diminuito il rischio di ventilazione meccanica nei pazienti affetti da COVID-19 e sembrerebbe aver addirittura aumentato la mortalità totale, portandola dall'11% (nei pazienti trattati con terapie standard) al 28% (in quelli trattati con sola idrossiclorochina).
A maggio 2020 sono stati pubblicati, sulla prestigiosa rivista scientifica The Lancet, i risultati di uno studio retrospettivo condotto su 96000 mila pazienti ricoverati per malattia da COVID-19. I dati indicano sia nei pazienti trattati con sola idrossiclorochina che in quelli trattati con la idrossiclorochina in combinazione con un antibiotico (azitromicina o claritromicina) non si è registrata una diminuzione dei sintomi respiratori ma un aumento rispettivamente del 34% e del 45% del tasso di mortalità e del 130% (per la sola idrossiclorochina, ancor di più quando usata in combinazione con l'antibiotico) di problemi cardiocircolatori. I ricercatori esprimono quindi preoccupazione per l'ampio uso, anche al di fuori del contesto ospedaliero, che si fa del farmaco. Lo studio è stato messo in discussione da numerosi esperti, che ne hanno sottolineato diverse criticità, sia dal punto di vista metolodologico che nella raccolta dei dati. A tal riguardo 120 ricercatori e accademici di prestigiose università hanno scritto una lettera aperta alla redazione di The Lancet e la rivista ha successivamente pubblicato un avviso ai lettori in cui vengono espresse preoccupazioni circa la validità dei dati riportati nello studio. Tuttavia dopo pochi giorni l'articolo è stato ritirato su richiesta dell’autore principale dopo che un'inchiesta del The Guardian ha riscontrato errori e discrepanze nello studio e che a fronte della lettera aperta firmata dai 120 ricercatori universitari che chiedevano di analizzare i dati grezzi la società ha affermato di non poterli fornire a causa di accordi di riservatezza.
In una review pubblicata nel febbraio 2021 e comprendente 14 studi che avevano analizzato 8569 pazienti, la Cochrane Collaboration non rilevò una valenza significativa nel migliorare la prognosi della malattia.